# Statuette de Khéops
La statuette de Khéops ou la figurine d'ivoire de Khéops est une ancienne statue égyptienne. D'une grande importance historique et archéologique, elle a été découverte en 1903 par Sir William Matthew Flinders Petrie lors des fouilles de Kom el-Sultan à Abydos, en Égypte. Elle représente Khéops, roi de la IVe dynastie (Ancien Empire), et bâtisseur de la Grande Pyramide.
Cette petite figure assise est la seule représentation tridimensionnelle connue de Khéops qui subsiste largement intacte, bien qu'il existe également plusieurs fragments de statue. La plupart des égyptologues considèrent que la statue est contemporaine de Khéops et qu'elle date très probablement de son règne. Cependant, en raison de sa provenance inhabituelle, sa datation a été remise en question à plusieurs reprises. L'égyptologue Zahi Hawass doute que la statuette date de l'Ancien Empire. Son argument selon lequel la statuette appartient à la XXVIe dynastie n'a pas reçu beaucoup de crédit, mais n'a pas encore été réfuté. Le but rituel de la statuette n'est pas clair non plus. Si elle était contemporaine de Khéops, elle faisait partie soit du culte traditionnel de la statue, soit du culte mortuaire. Si la figurine est d'une période plus tardive, elle servait probablement (comme l'affirme Hawass) d'offrande votive. L'artiste de la statuette est inconnu.

## Description
La figurine en ivoire mesure environ 6,5 cm de haut, 2,5 cm de long et environ 2,6 cm de large ; elle est partiellement endommagée. Sa surface extérieure était à l'origine lisse et polie jusqu'à devenir brillante. La statuette représente Khéops avec la couronne rouge (decheret) de Basse-Égypte. Le roi est assis sur un trône en grande partie non décoré et au dossier bas. Dans sa main droite, qui est placée sur sa poitrine, il tient un fléau contre son épaule droite, le fléau reposant sur le haut de son bras. Son bras gauche est plié, l'avant-bras reposant sur la cuisse gauche. Sa main gauche est ouverte, la paume reposant sur son genou gauche. Ses pieds se sont brisés, ainsi que le piédestal. La couronne rouge est endommagée - l'arête à l'arrière et la spirale décorative à l'avant se sont brisées. Sa tête est légèrement disproportionnée par rapport à son corps, avec de grandes oreilles saillantes. Son menton est anguleux et il ne porte pas la barbe cérémonielle pharaonique. Le roi porte un pagne court et plissé - le haut de son corps est nu. Sur le côté droit, au niveau du genou de Khéops, se trouve le nom d'Horus « Medjedu » et sur le côté gauche du genou, les traces très ténues de la fin de son nom «  Khnoum-Khufu » sont visibles dans un cartouche,,.

## Découverte

### Lieu de la découverte
L'artefact a été découvert en 1903 par William Matthew Flinders Petrie dans la nécropole de Kom el-Sultan à Abydos, dans l'une des pièces de la « poudrière C » du grand complexe de temples d'Osiris-Khentamentiou (appelé « bâtiment K » sur le plan de fouille), fortement endommagé, dans le secteur sud,. Le temple de Kom el-Sultan était dédié au dieu chacal Khenti-Amentiou depuis le début de la période dynastique jusqu'au milieu de la IIIe dynastie. Au Moyen Empire, un sanctuaire en l'honneur du dieu momiforme Osiris a été construit sur le site. Khenti-Amentiou et Osiris ont fusionné l'un avec l'autre très tôt et le complexe du temple était considéré comme le sanctuaire d'Osiris-Khenti-Amentiou. Des restes en plâtre de statues en bois de la même période ont également été trouvés dans la salle susmentionnée du magasin C,,.

### Situation de la découverte
La statuette de Khéops était initialement dépourvue de tête ; Petrie attribuait ce dommage à une forme d'accident pendant les fouilles. Lorsque Petrie réalisa l'importance de la découverte, il fit arrêter tous les travaux et annonça une récompense pour la récupération de la tête. Trois semaines plus tard, la tête a été retrouvée parmi les débris de la pièce après un tamisage intensif. Aujourd'hui, la statuette restaurée se trouve au Musée égyptien du Caire, dans la salle 32, sous le numéro d'inventaire JE 36143,.
Les circonstances de la découverte de la statuette de Khéops ont été qualifiées d'« inhabituelles » et de « contradictoires ». Zahi Hawass en particulier considère la situation de la découverte comme un argument fort pour ses doutes sur la datation de la statuette. Il fait valoir qu'aucun bâtiment datant certainement de la IVe dynastie n'a jamais été fouillé à Abydos ou à Kom el-Sultan et que Petrie n'était à proprement parler convaincu que la salle C devait être un temple ou un sanctuaire de la IVe dynastie qu'en raison de la découverte de la statuette de Khéops. Mais il s'est avéré depuis que le bâtiment K (à côté des magasins) fait partie d'un complexe de bâtiments de la IVe dynastie. Un certain nombre d'objets des Ire, IIe, VIe et XXXe dynasties ont été trouvés dans le temple de Khenti-Amentiou, mais rien qui puisse être daté avec certitude de la IVe dynastie. De plus, le temple ne semble pas avoir été utilisé pendant cette période. Petrie n'a pu trouver aucune preuve de bâtiments de l'époque de Khéops dans ses fouilles, mais il a expliqué cela par une référence aux historiens grecs Hérodote et Diodore, qui rapportent que Khéops a interdit l'érection de temples et de sanctuaires aux dieux pendant son règne,,. Cependant, récemment, Richard Bussmann a signalé un fragment de calcaire inédit à Abydos portant le nom de Khéops, qui montre qu'au moins une partie de l'activité de construction à Abydos appartient à Khéops. Bussmann se demande donc si le bâtiment K aurait pu être un temple pour le culte de Khéops.

## Importance historique de cette œuvre

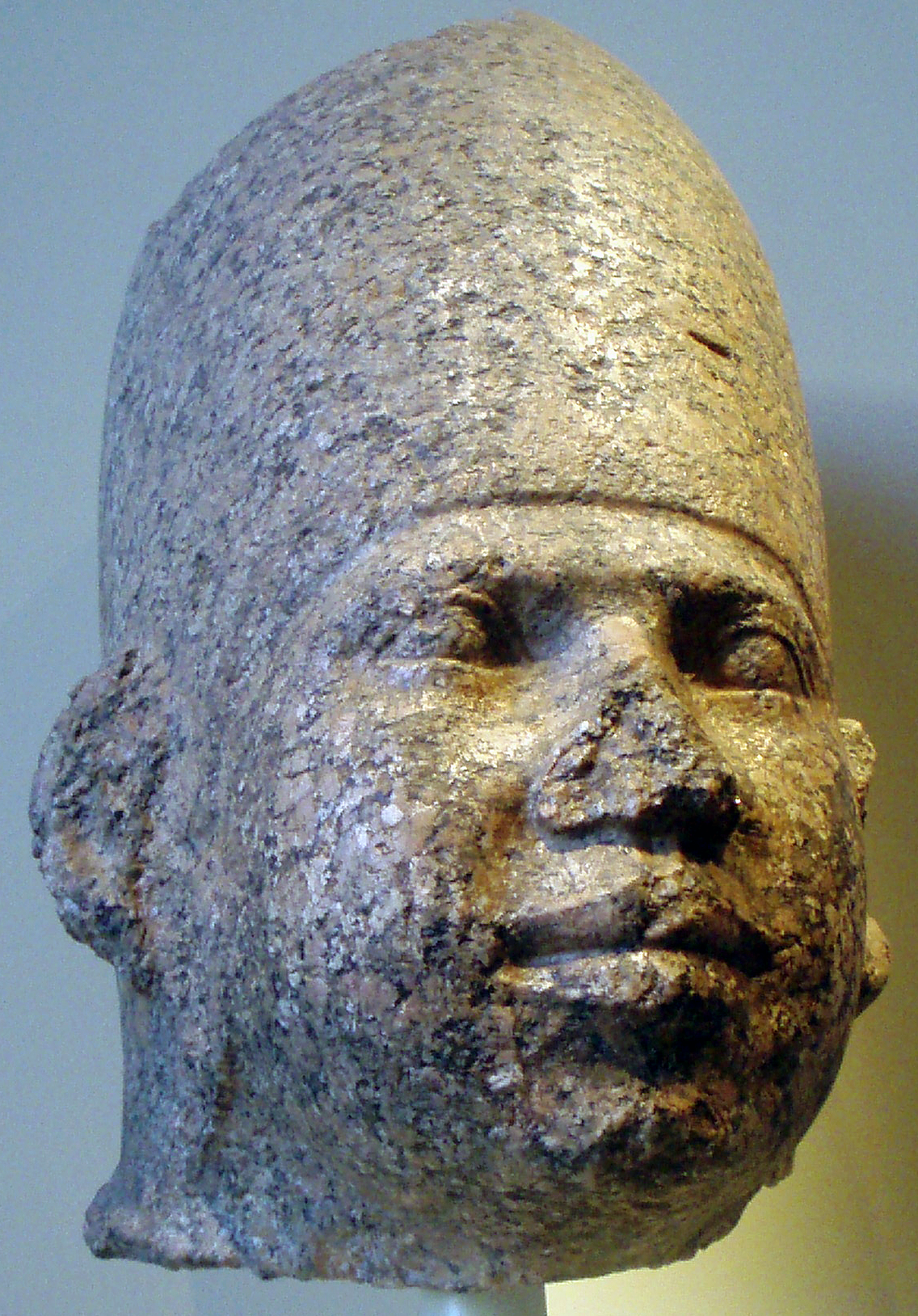
Tête royale de Brooklyn

La statuette est le seul objet tridimensionnel complet qui représente Khéops. On prétend souvent que la petite figurine en ivoire est la seule statue de Khéops qui subsiste. Cependant, il existe également plusieurs fragments en albâtre de statues assises, qui ont été découverts par George Reisner lors de ses fouilles à Gizeh. Au total, Rainer Stadelmann estime qu'une cinquantaine de statues de Khéops devaient se trouver à l'origine dans le temple mortuaire du roi. Il estime que vingt-et-une à vingt-cinq statues ont été reprises par le successeur de Khéops, Djédefrê. Sur les socles des statues de Khéops était toutefois inscrite la titulature royale complète du roi ; aujourd'hui, les noms ne survivent que par fragments, mais ils sont suffisants pour permettre une identification certaine. Ceux-ci utilisaient le nom complet (Khnoum-Khufu) aussi souvent que la forme abrégée (Khufu). Sur l'un des fragments d'une petite statue assise, les pieds du roi remontent jusqu'aux chevilles. À droite de ses pieds se trouve la syllabe « fu » dans un cartouche, qui peut facilement être reconstituée comme le nom du roi Khéops,.
Le fragment de pierre C2 de Palerme rapporte la création de deux statues colossales debout du roi - l'une en cuivre et l'autre en or pur,.
Plusieurs têtes de statues subsistent également, qui sont parfois attribuées à Khéops en raison de leurs caractéristiques stylistiques. Les plus connues sont la « Tête royale de Brooklyn » en granit rose et la « Tête royale de Munich » en calcaire, toutes deux représentant le roi avec la couronne blanche de Haute-Égypte.
Un exemple inhabituel est la partie avant d'une statue de bélier en basalte poli, portant les noms d'Horus et de Sa-Rê de Khéops dans les cartouches.

## Datation

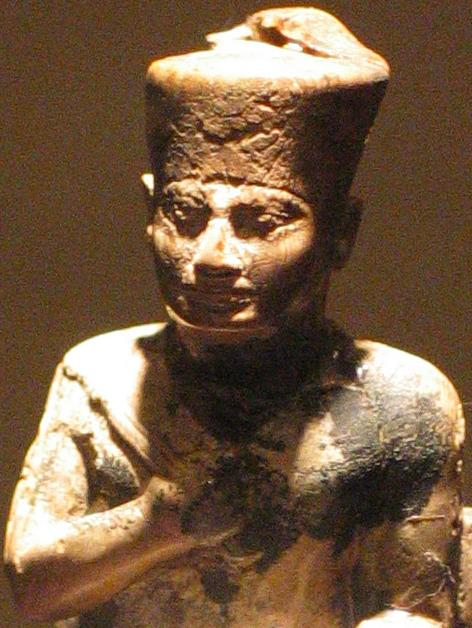
Gros plan du portrait de Khéops

La majorité des égyptologues situent la statuette dans l'Ancien Empire à l'époque de Khéops,. Petrie était particulièrement sûr que la figure devait provenir de la IVe dynastie,. L'argument principal pour la dater de la IVe dynastie est le nom de Khéops sur la statuette. Le style de la statuette en comparaison avec les œuvres d'art de la même période et des dynasties précédentes a été cité comme une preuve supplémentaire. Rainer Stadelmann a fait remarquer que le trône de la figurine s'inspire du trône cubique à dossier court de la période prédynastique. Barry J. Kemp et William S. Smith ont également souligné que le visage de la statuette de Khéops ressemble le plus à celui des statues de l'époque de Khâsekhemoui, de Djéser et de Snéfrou. Les visages de Khâsekhemoui et de Snéfrou sont également imberbes, et l'expression faciale de Khéops semble être calquée sur celle des statues en calcaire de Djéser. En particulier, le nez large, le visage arrondi et les sourcils plutôt schématiques sont clairement inspirés du style artistique de la IIIe dynastie. Les oreilles légèrement décollées rappellent celles des statues de Khâsekhemoui. Avec cette composition faciale, le portrait de Khéops est stylistiquement en transition entre la forme archaïque et le style classique de l'Ancien Empire. Ce style artistique n'est plus perceptible dans les œuvres d'aucun roi après Djédefrê ; à partir du roi Khéphren, les représentations des rois incluent la barbe d'apparat. L'élaboration artistique de la figure en ivoire a été universellement saluée par les chercheurs comme « magistrale » et « professionnelle »,,. Elle est à ce jour la plus ancienne sculpture égyptienne connue montrant un roi portant la couronne rouge. Celle-ci devient plus courante sous Khéphren.
Zahi Hawass, quant à lui, doute que la statuette soit contemporaine de Khéops. Il considère la datation de Petrie comme suspecte en raison des circonstances de la découverte et souligne que le visage de Khéops est inhabituellement rond et poupin et ne montre aucune émotion. Contrairement à Petrie et à Margaret Alice Murray, qui ont décrit le visage de la figurine comme « puissant » et « intimidant » (conformément aux traditions grecques concernant Khéops), Hawass a vu le visage d'un homme très jeune, peut-être même mineur. Il compare l'apparence du visage de la statuette avec les statues d'autres rois contemporains (tels que Snéfrou, Khéphren et Mykérinos). Les visages de ces trois rois sont de proportions plus normales, minces et sympathiques - ils sont conformes à la forme idéale qui diverge consciemment de la réalité. En particulier, une statuette en ivoire du roi Mykérinos, aujourd'hui exposée au Musée de Boston sous le numéro Boston 11.280a-b, suscite l'intérêt de Hawass. Bien que dépourvue de tête, cette figure présente un schéma similaire à celui de la statuette de Khéops, mais son corps est très mince et athlétique et son exécution est nettement plus soignée. L'apparence de Khéops dans la statuette en ivoire, en revanche, ne serait pas particulièrement bien travaillée. D'après Hawass, Khéops lui-même n'aurait jamais permis qu'un objet aussi grossier soit exposé dans son palais ou ailleurs. En outre, Hawass affirme que la forme du trône n'a pas d'équivalent dans l'art de l'Ancien Empire où le dos du trône royal s'élevait jusqu'au cou du souverain. Pour Hawass, une preuve concluante que la statue doit être une reproduction d'une époque ultérieure est le fléau dit Nekhekh dans la main gauche de Khéops. Les représentations sculpturales d'un roi portant un tel fléau comme insigne cérémoniel n'apparaissent pas chronologiquement avant le Moyen Empire. Zahi Hawass en arrive donc à la conclusion que la figurine a probablement été vendue à un citoyen pieux ou à un pèlerin comme amulette ou talisman à la XXVIe dynastie (ou plus tard). La présence de la figurine à l'endroit où elle a été trouvée serait alors le résultat d'une utilisation comme offrande votive,.
Zahi Hawass, enfin, est convaincu que la statuette de Khéops est très probablement une réplique d'une statue grandeur nature ou plus grande que nature. Selon lui, l'original se trouvait probablement à Memphis, en Basse-Égypte, ce qui expliquerait pourquoi Khéops porte une couronne rouge. Cette hypothèse sous-tend également sa datation de la XXVIe dynastie ; à cette époque, les hommages à l'Ancien Empire étaient très populaires, d'anciennes divinités oubliées depuis longtemps étaient représentées dans des reliefs et des statues, et des miniatures de statues royales étaient fabriquées et vendues comme talismans ou offrandes votives ; d'anciens titres de l'Ancien Empire, oubliés depuis longtemps, étaient repris et attribués à des fonctionnaires. Par exemple, le temple du roi Taharqa contient des reliefs qui s'inspirent de peintures murales de l'Ancien Empire provenant de contextes totalement différents. Enfin, Hawass soutient que le visage de la statuette de Khéops ressemble le plus aux têtes en granit noir du roi Taharqa. Citant les travaux de William S. Smith, Hawass affirme que les statues des rois de l'Ancien Empire ont été produites en série à une époque ultérieure, que cela s'applique probablement aussi à la statuette de Khéops et que la forme plutôt négligée de la statuette le corrobore,.